# Hiato (figura de linguagem)
Hiato é uma figura de linguagem que consiste no encontro entre dois fonemas iguais. Não confundir com o hiato comum.

## Diferenças da figura de linguagem para o hiato comum
A figura de linguagem é o encontro entre mais de um fonema igual, o hiato comum é um tipo de encontro vocálico entre duas vogais iguais entre sílabas diferentes.

## Exemplos de hiato
- "Um ou outro."
- "Camélia amou a Augusto."
- "A alma de teu ente querido está no céu."
- "Precisamos de Jabuticaba, babá e água"

O hiato também pode ser um vício de linguagem que consiste na aproximação de vogais idênticas

Exemplo: Ou eu ou outra pessoa ouvirá a outra canção. / Ela iria à aula hoje, se não chovesse.